# Міфи Ктулху

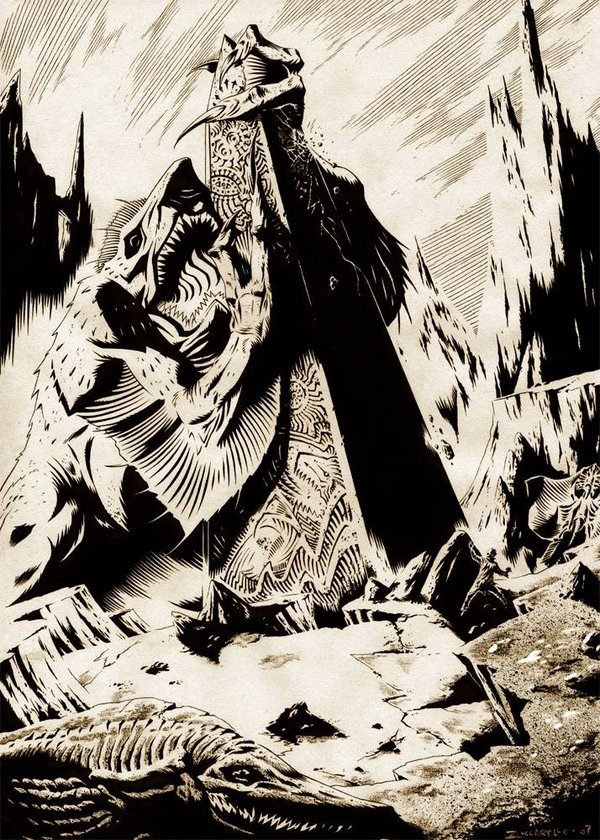
Дагон — божество Міфів Ктулху

Мі́фи Кту́лху, в українському перекладі також Міти Ктулху (англ. Cthulhu Mythos) — спільний вигаданий всесвіт, заснований на творах американського письменника жанру жахів Говарда Лавкрафта та його послідовників (Августа Дерлета, Френка Лонга, Роберта Говарда, Роберта Блоха, Фріца Лайбера, Коліна Вілсона, Браєна Ламлі, Генрі Каттнера та інших).
Цей термін був запропонований Августом Дерлетом вже після смерті Лавкрафта для позначення системи традиційних складових, якими послуговуються сам Лавкрафт та його послідовники і популяризатори творчості. У терміні використане ім'я створіння Ктулху (англ. Cthulhu) — одного з найвідоміших лавкрафтівських персонажів, що вперше з'явився в оповіданні «Поклик Ктулху» (1928). В оригінальній назві вжито слово Mythos на зразок грецького Μύθος замість англійського Myth.

## Характерні особливості

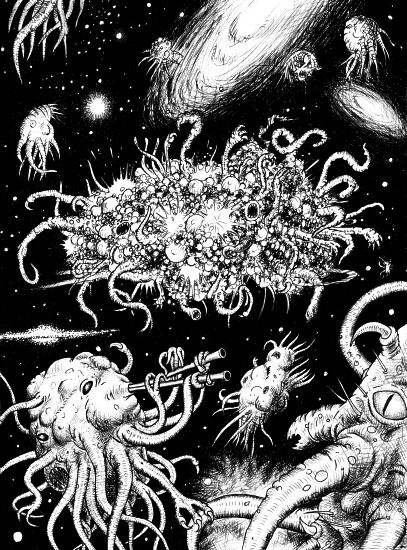
Азатот в оточенні своїх слуг посеред космосу

У Міфах можливе використання описаних Лавкрафтом богів та істот, героїв і місць, стародавніх книг та інших артефактів. Важливий елемент Міфів — це створення атмосфери надприродного жаху при зіткненні людини з чимось, що знаходиться поза межами звичного їй світу, з тим, що вона не може пояснити. Автор не вказує на щось конкретне, а пропонує читачеві самостійно домислити суть незрозумілого. Незважаючи на те, що Лавкрафт творив у XX столітті (а пік його творчості припадає на 1920-ті роки), його твори за стилем ближчі до готики XVIII—XIX ст. (беручи до уваги і мовні архаїзми), ніж до сучасної літератури жахів, як в Стівена Кінга і Клайва Баркера.
Пантеон Міфів Ктулху налічує велику кількість божеств, здебільшого вигаданих послідовниками Лавкрафта. Зазвичай вони не проявляють навмисної ворожості до людства, але через їхню могутність чи відмінні від людської логіки, дії цих істот розцінюються як зло. Август Дерлет додав у Міфи елементи християнства, внісши боротьбу добра зі злом як боротьби Старших богів (англ. Elder Gods) з Великими Древніми (англ. Great Old Ones).
Древні описуються як надзвичайно могутні і давні істоти, котрі мешкають в інших зоряних системах або взагалі в інших вимірах. Серед людей та інших мислячих істот існують секти і культи, що шанують їх як богів. Могутність Древніх все ж обмежена і вони залежать від певних астрономічних умов (як взаємне розташування зірок), відповідно до яких змінюють цикли активності та сну.
Для імен Древніх характерне екзотичне звучання. Так, сам Лавкрафт писав, що ім'я Ктулху є лише спрощеним варіантом справжнього, яке людина не здатна ні почути, ні вимовити, а найближчим звучанням є Кхлул'Хлуу. Іншими прикладами є Чхаугнар Фаугн (англ. Chaugnar Faugn), Апхум-Зхах (англ. Aphoom-Zhah) або Хціоулквоігмнзхах (англ. Hzioulquoigmnzhah).
Старші боги були переважно створені послідовниками Лавкрафта шляхом запозичення образів з міфології багатьох народів світу. Окремо виділяються менші групи богів: Великі і Зовнішні боги. Великі (англ. Great Ones), які живуть в Світі Снів (англ. Dreamlands), поступаються силою Старшим богам і Древнім. Крім них в Міфах Ктулху наявні винятково сильні Зовнішні боги (англ. Outer Gods), які являють собою не стільки конкретних істот, скільки загальні принципи буття. Наприклад, Азатот (англ. Azathoth), якому часто приписується роль верховного божества Міфів Ктулху, уособлює хаос, що діє як руйнівник, так і творець, без конкретної цілі.

## Історія
Роберт М. Прайс в есе «Г. Ф. Лавкрафт і Міфи Ктулху» виділяє два етапи розвитку Міфів Ктулху. Перший етап, названий Прайсом «Справжніми Міфами Ктулху» (англ. Cthulhu Mythos proper), — формулювання ще за життя Лавкрафта під його керівництвом. Другий етап скеровувався Августом Дерлетом, який, після смерті Лавкрафта, окрім видання його творів, спробував класифікувати і розширити Міфи Ктулху.
Сам Лавкрафт допускав, щоб кожен письменник, який його наслідує, мав власну інтерпретацію вигаданих ним істот, історій чи артефактів. Це стосувалося й імен та назв. Так Кларк Ештон Сміт в своєму Гіперборейському циклі пише Kthulhut (замість Cthulhu) або Iog-Sotôt (замість Yog-Sothoth). За словами Девіда Е. Шульца, Лавкрафт ніколи не прагнув створити «канонічні» Міфи, щоб вигаданий ним пантеон служив лише фоном для інших творів. Наріжним каменем його оповідань є більше місця, як Аркгем чи Салем, а не істоти, як Ктулху.
Наслідування Міфів Ктулху послідовниками Лавкрафта з часом отримали назву «Міфи Ктулху. Вільні продовження». Цей міжавторський цикл існує від кінця 1920-х років по сьогодні, включаючи твори від «The Space-Eaters» (1928) Френка Белнап Лонга до, наприклад, «Shoggoth's Old Peculiar» (1998) Ніл Геймана, та налічує десятки творів.

## Основні елементи

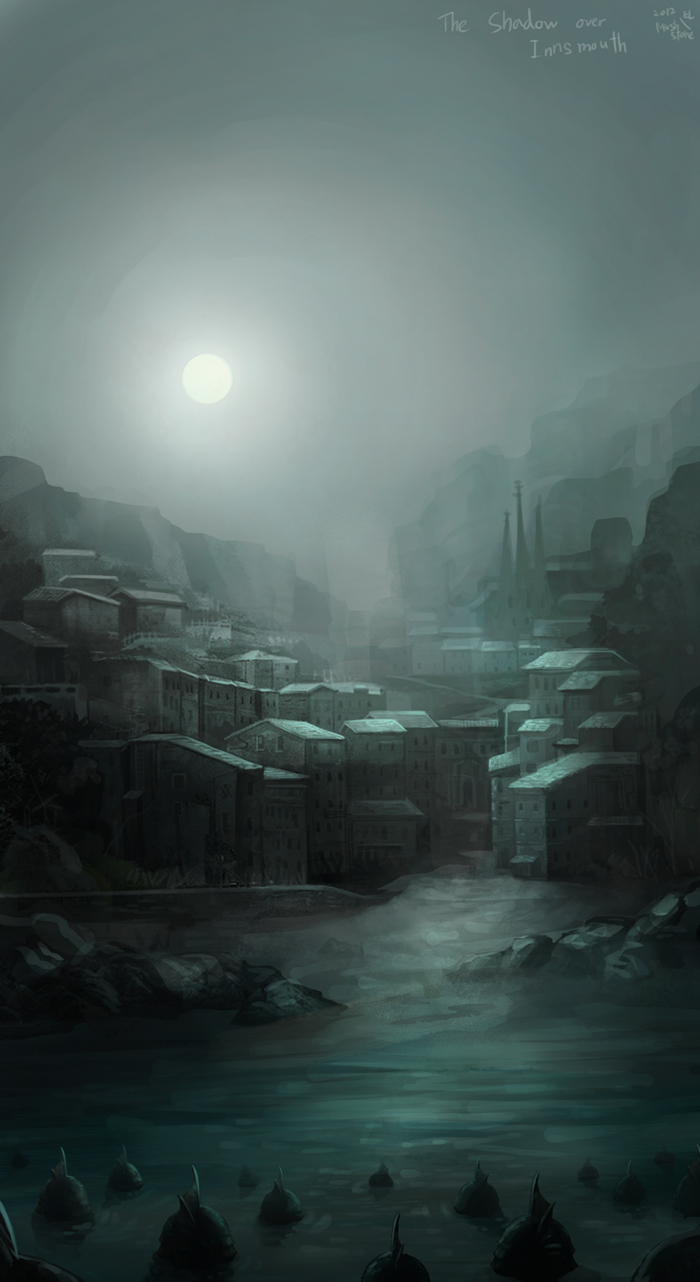
Нічний Іннсмут

### Місця
- Аркгем — невелике місто в Массачусетсі, відоме своїми легендами про відьом і нечисту силу. Часте місце дії творів за Міфами Ктулху.
- Данвіч — поселення в Массачусетсі, недалеко від Аркхема, в якому відбуваються непоясненні події.
- Інсмут — маленьке портове поселення в Массачусетсі, жителі якого мають характерну потворну зовнішність і знаються з Глибоководними.
- Юґґот — невідома науці планета Сонячної системи (Лавкрафт ототожнює її з Плутоном), колонія цивілізації Мі-го.
- Міскатонік — річка, що протікає через Аркхем; за її назвою названий Міскатонікський університет, що нерідко з'являється в творах за Міфами Ктулху. В ньому зберігаються окультні книги і вивчаються прадавні заборонені знання.
- Му — затонулий континент, місце життя давніх цивілізацій та істот, шанованих як божества.
- Р'льєх — затонуле місто божества Ктулху і його потомства. В ньому Ктулху спить, проте здатний впливати на людей телепатично.

### Істоти
- Азатот — безтілесна істота, що описується як божевільний творець і руйнівник всього сущого. Місцями виступає верховним богом пантеону Міфів Ктулху.
- Гатаноа — безсмертна істота, залишена на Землі прибульцями з планети Юґґот.
- Гідра (Мати Гідра) — подібна на амфібію істота, що разом з Отцем Дагоном є покровителем Глибоководних.
- Глибоководні — розумні гуманоїдні амфібії. Проживають в глибинах світового океану, де мають міста, а добуті з дна золото і рибу часо вимінюють на жінок, щоб продовжити свій рід.
- Дагон (також Отець Дагон) — підводне божество, подібне на велетенську амфібію. Разом з Матір'ю Гідрою є покровителем Глибоководних.
- Стародавні (Древні) — давні й жахливі істоти, що прийшли на Землю з зірок та інших вимірів. Менш розвиненими чи сильними істотами шануються як боги.
- Йог-Сотот — божество, що зв'язує різні виміри і світи.
- Ктулху (також Ктулу) — один з Древніх.
- Мі-Го (також «гриби з Юґґоту») — раса комахоподібних прибульців, що володіє цілковито іншою психологією і мораллю. Іноді Мі-Го викрадають людей, беручи в космічні подорожі.
- Ньярлатхотеп — втілення хаосу, посланець богів.
- Старці — вимерлі інопланетні істоти, що в давнину володіли Землею. Ворогували з Нащадками Ктулху і Мі-Го, створили шогготів та людей як своїх слуг.
- Шуб-Ніггурат (також Чорна Коза Лісів) — божество родючості, яке породжує і пожирає чудовиськ.
- Шоггот — маса протоплазми, здатна змінювати форму і наділена подобою розуму.
- Хастур — божество, яке живе за межами космосу, зазвичай приходить у вигляді вихору. Здатне висмоктувати жертв, залишаючи лише оболонку. Також знаний як Хастур Невимовний. Згадувався в деяких оповіданнях Говарда Лавкрафта і Огюста Дерлета.

### Персонажі
- Абдул Альхазред — божевільний араб, автор окультної книги Некрономікон.
- Рендольф Картер — мандрівник і сноходець, тобто людина, що вміє проникати в Світ снів.
- Куранес — сноходець, який створив місто Селефаїс в долині Ос-Наргал, після смерті в реальності назавжди став королем цього міста.
- Річард Пікман — божевільний художник, який зображав на своїх картинах потвор і знався з ними особисто, а згодом став одним з них.

### Книги
- Некрономікон — він же Аль-Азиф, заборонена книга, написана Абдулом Альхазредом, що містить відомості про Древніх та інших істот. Її прочитання загрожує людям швидкою і надприродною смертю.
- Unaussprechlichen Kulten — окультна книга Фрідріха Вільгельма фон Юнца.
- Книга Ейбона — книга зі зниклого материка Гіпербореї, яка розповідає про давні часи.
- Cultes des Goules — окультна книга графа д'Ерлета, присвячена феномену ожилих мерців гулів.
- De Vermis Mysteriis — демонологічна книга Людвіга Пріна.

## Вплив
Міфи Ктулху, окрім втілення в літературі, стали основою для численних фільмів, коміксів та відеоігор. Частина творів самого Лавкрафта була адаптована для театральних постановок.
У 1984 році було засновано (спочатку для рольової гри за Міфами Ктулху) товариство «The H.P. Lovecraft Historical Society», яке займається театральними та радіопостановками за творчістю Говарда Лавкрафта.
Шанувальниками Міфів Ктулху організовуються фестивалі: CthulhuCon PDX, H.P. Lovecraft Film Festival, MythosCon і NecronomiCon.
Певний вплив ідеї вигаданого пантеону Міфів Ктулху здійснили на філософію сатанізму, зокрема Антона ЛаВея, та Майкла Акіно.